# Louis Leblois

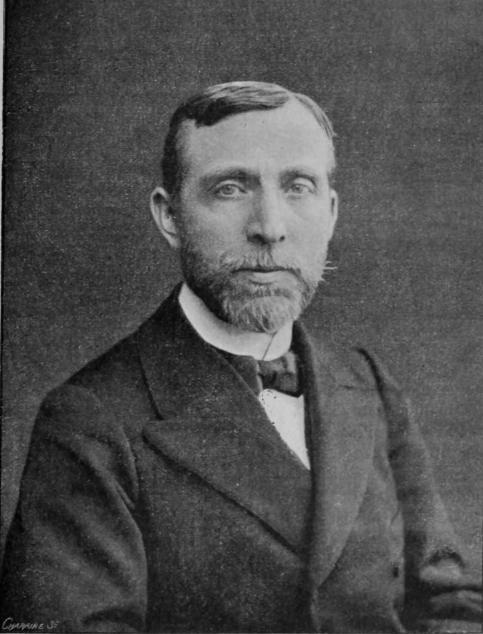
Louis Leblois

Louis Leblois (* 28. Juni 1854 in Straßburg; † 5. Januar 1928 ebenda) war ein französischer Anwalt und Schriftsteller. Er unterstützte Alfred Dreyfus in der nach diesem benannten Affäre.

## Leben
Leblois war der Sohn des protestantischen Pfarrers Georges-Louis Leblois. Er besuchte in Straßburg gemeinsam mit dem gleichaltrigen Marie-Georges Picquart das Gymnasium.
Nach seinem Studium an der Pariser Rechtsfakultät wurde er Rechtsanwalt und ließ sich am 4. November 1878 in die Anwaltskammer aufnehmen. Nach einigen Jahren als stellvertretender Staatsanwalt in Dijon, Nancy und Lille wurde er 1890 wieder Anwalt und gründete eine Kanzlei in Paris. Er heiratete Marthe Haitz-Roderer.

## Dreyfus-Affäre
1897 erzählte ihm sein Jugendfreund Picquart von seinen Erkenntnissen über Ferdinand Walsin-Esterházy und von den Machenschaften des Generalstabs. Leblois leitete diese Information an Auguste Scheurer-Kestner weiter. Sein öffentlicher Einsatz für Dreyfus blieb nicht folgenlos: Nach dem Prozess gegen Émile Zola wurde er am 24. Februar 1898 als stellvertretender Bürgermeister des siebten Pariser Arrondissements abberufen; am 22. März 1898 verhängte der Rat der Anwaltskammer eine sechsmonatige Suspendierung gegen ihn und am 12. Juli wurde er zusammen mit Picquart vom französischen Kriegsminister Godefroy Cavaignac verklagt. 1903 unterstützte er Jean Jaurès in dessen Bemühen um ein Revisionsverfahren. Im selben Jahr rettete er die Zeitschrift L’Aurore, die sich in ernsten finanziellen Schwierigkeiten befand, mit Geldmitteln. Damit unterstützte er nicht nur eine wesentliche Stimme für Alfred Dreyfus, sondern auch die Karriere des Verlegers der Zeitung und späteren Premierministers, Georges Clemenceau.

## Nach der Affäre
Nach der Rehabilitierung von Dreyfus kehrte er auf seinen Sitz im Rathaus des siebten Arrondissements zurück. Die letzten Jahre seines Lebens widmete er sich anderen Aufgaben; er unterstützte die Union française pour le sauvetage de l’enfance (Französische Union zur Rettung der Kindheit) und vor allem die Association générale d’Alsace-Lorraine (Allgemeiner Verband von Elsass-Lothringen), zu deren Gründungsmitgliedern er gehörte. Er hinterließ ein wichtiges Dokumentationswerk über die Affäre, das nach seinem Tod erschien.

## Werk
- L’Affaire Dreyfus. L’Iniquité, la réparation, les principaux faits et les principaux documents, Paris, réédition Théolib 2012 ISBN 978-2-36500-002-4

## Film
- Intrige, Regie Roman Polanski, Frankreich 2019, mit Vincent Perez als Louis Leblois.